# Friedrich von Isenberg

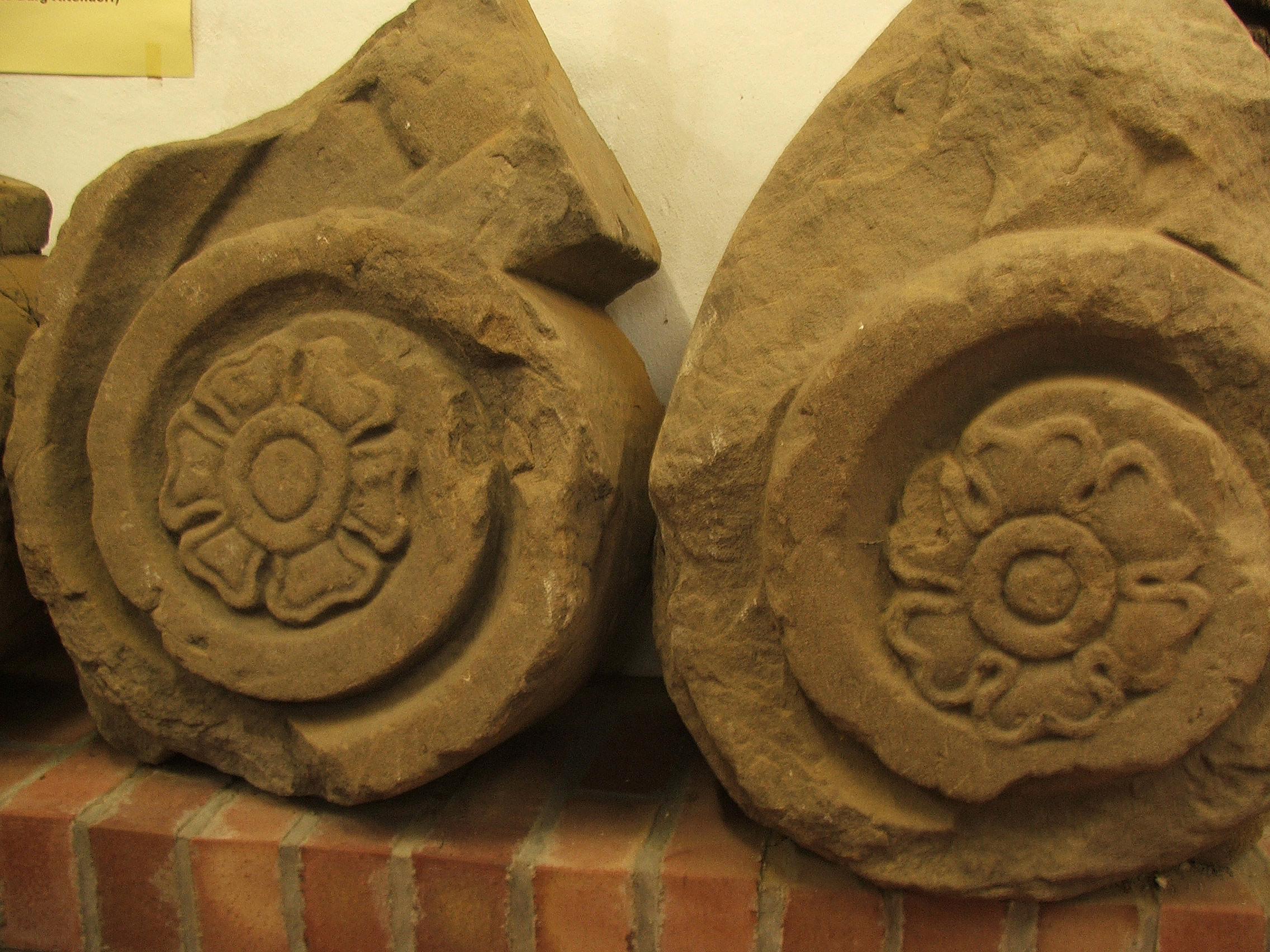
Ziersteine von der Isenburg bei Hattingen mit der Isenburger Rose, dem Wappenzeichen Friedrichs von Isenberg

Friedrich von Isenberg, Graf von Isenberg, auch Friedrich de Novus Ponte genannt (* vor 1193; † 14. November 1226 in Köln), war Sohn von Arnold von Altena, dem Grafen von Altena († nach 1205) und Mechthild von Holland (andere Quellen nennen auch Mathilde von Holland oder Mathilde von Cleve als Ehefrau). Sein Stammsitz war die Burg Isenberg bei Hattingen. Er ließ seinen Onkel 2. Grades Engelbert I. von Köln (auch Engelbert II. von Berg), den Erzbischof von Köln, am 7. November 1225 in einem Hohlweg im heutigen Gevelsberg von Gefolgsleuten überfallen. Weil der Erzbischof bei dem Kampf lebensgefährlich verletzt wurde und kurz darauf starb, wurde Friedrich von Isenberg nach langer Flucht festgenommen und hingerichtet.

## Werdegang
Das Leben Friedrichs aus der Familie von Isenberg darzustellen fällt schwer, da die Quellenlage sehr lückenhaft ist. In der Literatur finden sich daher oft widersprüchliche Darstellungen. Dies fängt schon damit an, dass das Geburtsjahr Friedrichs von Isenberg unbekannt ist. Friedrich dürfte zwischen 1186 und 1193 geboren worden sein; die Angaben hierzu variieren.
Friedrichs Vater, Arnold von Altena, hatte insgesamt zehn Kinder, neun Söhne und eine Tochter. Wie es im Mittelalter üblich war, sollte Arnolds ältester Sohn, Eberhard II. von Altena (auch Everhard genannt), seine Nachfolge antreten. Weitere Kinder waren
- Dietrich, Bischof von Münster
- Engelbert, Bischof von Osnabrück
- Phillip
- Bruno, Bischof von Osnabrück
- Gottfried, Domherr zu Münster und Propst zu Osnabrück
- Adolf ⚭ Mathilde von Holte
- Agnes ⚭ Christian II. Graf von Oldenburg
- Wilhelm gen. von Isenberg (urkundl. 1223–1242)

Arnold von Altena war, wie schon seine Vorfahren, Vogt des Klosters Werden, Vogt des Stifts Essen und weiterer Klöster. Er führte außerdem den Titel Graf von Berg-Altena und bekleidete seit 1180 den Rang eines Grafen von Hövel. In dieser Funktion ließ er Burg und Stadt Nienbrügge ausbauen, die Vorgängersiedlung der heutigen Großstadt Hamm, um die Grafschaft Hövel besser bewirtschaften und kontrollieren zu können. Zu Arnolds Besitzungen gehörten außerdem Warendorf, Beckum, Ahlen/Westf., die Krumme Grafschaft bei Dortmund (ohne die Stadt Dortmund) und der südliche Teil der Grafschaft Bochum. Friedrichs Bruder Eberhard wurde schon zu Arnolds Lebzeiten zum Mitregenten all dieser Güter erhoben.
Über den genauen Todeszeitpunkt Arnold von Altenas gibt es in der Literatur unterschiedliche Angaben, die einen Zeitraum von etwa drei Jahren umfassen.
Nach Joseph Prinz starb Friedrichs Vater am 3. Mai des Jahres 1206 oder 1207. Josef Lappe aus Lünen datiert den Tod Arnolds ebenfalls auf das Jahr 1207. Genealogie Mittelalter benennt das Jahr 1209 als Todesjahr, ohne dabei nähere Angaben über den genauen Zeitpunkt zu machen. Nach Reinhold Stirnberg starb Arnold bereits Anfang des Jahres 1209. Ribhegge hingegen berichtet, dass Arnold und sein ältester Sohn Eberhard 1209 an dem Albigenserkreuzzug teilnahmen und dabei beide ums Leben kamen. Da sich das Kreuzfahrerheer erst Mitte des Jahres 1209 versammelte, kann der Todeszeitpunkt nach dieser Version erst in der zweiten Jahreshälfte des Jahres 1209 gelegen haben.
Fest zu stehen scheint jedenfalls, dass Arnold von Altena bereits vor seinem Sohn Eberhard verstarb.
Friedrich von Isenberg war eigentlich für die geistliche Laufbahn vorgesehen. Die einzige zeitgenössische Quelle hierfür ist die Vita Engelberts von Caesarius von Heisterbach. Diese Quelle gibt weder Jahreszahl noch die genaue Funktion Friedrichs von Isenberg an. Nach Stirnberg war Friedrich bis 1209 Domherr zu Köln. Offensichtlich als Reaktion auf den Tod des Vaters musste er aus dem geistlichen Stand ausscheiden, um notfalls die Herrschaft zu sichern. Er trat in den Ritterstand über und wurde Mitregent des Bruders. Ihm wurde auch der Grafenrang zuerkannt.
Stirnberg weist ausdrücklich darauf hin, dass das Eintreten des Erbfalles im Jahre 1209 möglicherweise bereits abzusehen war und Friedrichs Rückzug aus seinem Kirchenamt nebst Eintritt in die weltliche Herrschaft seinen Grund darin fand, dass sein vermutlich nicht mehr als zwanzig Jahre alter Bruder Eberhard zu diesem Zeitpunkt keine Kinder hatte. Anders wäre Friedrichs Rückzug aus dem Kirchenamt auch gar nicht zu erklären. Mit nur zwanzig Jahren hätte Eberhard unter normalen Umständen genügend Zeit gehabt, selbst eine Familie zu gründen und die Thronfolge in eigener Linie zu sichern. Hätte man nicht mit seinem Tode gerechnet, hätte er nach dem Tode des Vaters die Alleinregentschaft übernommen, ohne dass Friedrichs weiterer Werdegang davon betroffen gewesen wäre. Da es keine Anhaltspunkte für eine schwere Erkrankung Eberhards gibt, stützt dies die Annahme, dass auch er, wie schon sein Vater, auf dem Albigenserkreuzzug gefallen ist. Die Kämpfe in Südfrankreich, bei denen bereits der kampferfahrene, ältere Graf zu Tode gekommen war, wurden auf beiden Seiten bekanntermaßen mit unerhörter Brutalität geführt, wobei auf Standesprivilegien keine Rücksicht genommen und auch hochstehende Gefangene sehr oft getötet wurden; die Gefahr für den jüngeren Grafensohn war daher kaum zu überschätzen. Friedrichs vorzeitige Ernennung zum Grafen dürfte also nicht nur der Absicherung der in Gefahr geratenen Erbfolge gedient haben, sie war schlicht eine Reaktion auf die Abwesenheit Eberhards, der sich auf dem Kreuzzug befand und sich deshalb nicht um seine Ländereien kümmern konnte – eine Aufgabe, die Friedrich an seiner Stelle übernahm. Eine zeitgenössische Quelle, die Arnolds Teilnahme am Albigenserkreuzzug bestätigt, liegt allerdings nicht vor.
Tatsächlich starb Friedrichs Bruder Eberhard kurze Zeit später. Auch hier gibt es unterschiedliche Angaben zum Todeszeitpunkt. Stirnberg, Genealogie Mittelalter und Ribhegge nennen übereinstimmend das Jahr 1209, Prinz den 22. Mai 1210. Spätestens ab diesem Zeitpunkt wurde Graf Friedrich somit Alleinregent der Besitztümer der Grafen von Isenberg.
Friedrichs Familie war in den Deutschen Thronstreit zwischen dem Welfen Otto IV. und dem Staufer und späteren Kaiser Friedrich II. um die Kaiserkrone involviert. Auch im Hinblick auf die Positionierung der Familienmitglieder in den beiden unterschiedlichen Lagern gibt es widersprüchliche Angaben.
Unstreitig ist, dass der Vater von Eberhard und Friedrich, Arnold von Altena, sich im Lager des staufischen Königs Philipp befand.
Der spätere Kölner Erzbischof, Engelbert I. von Köln, schloss sich eng an Erzbischof Adolf I. an und trat mit diesem auf die staufische Seite über. 1206 wurde er auf Geheiß von Papst Innozenz III. gebannt und abgesetzt. Als Adolf I. sich 1208 dem Papst unterwarf, wurde auch Engelbert begnadigt. Er neigte jetzt Otto IV. zu. 1212 beteiligte er sich am Albigenserkreuzzug und ergriff erst nach der Schlacht von Bouvines endgültig Partei für die Staufer.
Über seinen Neffen Adolf I. von der Mark gibt es unterschiedliche Angaben. Nach Stirnberg stand Adolf von der Mark von Anfang an auf Seiten der Staufer. In anderen Quellen heißt es, dass Adolf im deutschen Thronfolgestreit schwankte und sich erst 1212 endgültig auf Seiten des Staufers schlug. Bis 1225 scheint sich Adolf von der Mark als treuer Gefolgsmann des Stauferkaisers und des Kölner Erzbischofs etabliert zu haben. Er erhielt nach der Zerstörung Nienbrügges einen großen Teil der Güter seines Vetters Friedrich von Isenberg.
Friedrich von Isenberg stand, jedenfalls zunächst, auf Seiten Otto IV. des Welfen, und zwar mindestens bis zum Jahre 1212. Als Vertreter der Familie Berg-Altena zog er mit Otto IV. auf dem Heerzug nach Italien. Später wechselte er ins Lager Friedrich II. des Staufers. Die Literatur ist sich uneinig darüber, zu welchem Zeitpunkt und unter welchen Umständen dies genau geschah.
Nach Stirnberg gehörte Friedrich von Isenberg bis zur Niederlage Ottos in der Schlacht von Bouvines zu den Gefolgsleuten des Welfen. Als Otto im Kampf um die Kaiserkrone dem staufischen König Friedrich II. unterlag, wechselte nach Stirnberg Graf Friedrich von Altena, so wie viele Adlige, die Fronten. Diese Auffassung wird auch in der Darstellung der Geschichte der Stadt Hattingen vertreten. Stirnberg untermauert seine Annahme mit dem Argument, dass Friedrich von Isenberg im Jahre 1214 Sophia von Limburg heiratete, die Tochter von Walram IV. (Graf von Luxemburg und ab 1221 Herzog von Limburg an der Maas). Für die Limburger ist eindeutig belegt, dass sie im Thronfolgestreit Otto unterstützt haben. Nach Stirnberg waren die Fronten in der damaligen Auseinandersetzung dermaßen verhärtet und die Lager so verfeindet, dass es nahezu undenkbar war, dass jemand in ein großes Adelshaus einheiratet, wenn er selbst im Thronstreit auf der anderen Seite steht. Friedrich hätte also unter keinen Umständen die Tochter einer Familie ehelichen können, die den Welfen unterstützte, hätte er nicht selbst im Welfenlager gestanden.
Nach Josef Lothmann und Eduard Winkelmann war Friedrich von Isenberg bereits 1213 im Lager der Unterstützter Friedrichs II. zu finden. Diese Darstellung wird auch durch Genealogie Mittelalter gestützt, wo der Wechsel Friedrichs in Lager des Staufers auf das Jahr 1212 datiert wird. Es ist fraglich, warum Friedrich bereits zu einem solch früheren Zeitpunkt die Fronten gewechselt haben sollte; der Ausgang des Thronfolgestreites war 1212 sicherlich noch nicht zuverlässig vorhersagbar. Jedoch wird diese Darstellung durch eine Urkunde des damaligen Erzbischofs von Köln, Adolf von Altena, gestützt, in der Friedrich von Isenberg bereits 1213 zusammen mit seinem Vetter Adolf von der Mark als Zeuge auftrat. Augenscheinlich hat sich Friedrich von Isenberg bereits 1213 in die altenaischen Familieninteressen einbinden lassen.
Engelbert I. von Köln, Vetter des Vaters von Graf Friedrich von Isenberg, stieg unter Kaiser Friedrich II. rasch zum mächtigsten Mann Westfalens auf und war in späteren Jahren Reichsverweser in Deutschland.

## Konflikt mit dem Erzbischof von Köln
Graf Friedrich stand im Interessenkonflikt mit seinem Onkel zweiten Grades Graf Engelbert von Berg, dem Erzbischof von Köln.

### Ursachen
Der Konflikt zwischen Friedrich und Engelbert hatte seine Ursache in dem Machtstreben des Erzbischofs. Dieser wollte die kölnischen Gebiete immer weiter in Richtung Nordosten ausweiten und zog sich damit die Gegnerschaft Friedrichs zu, der sein Gebiet ebenfalls vergrößern wollte. Im Laufe der Zeit hatten es die Grafen von Altena verstanden, viele Güter nördlich (Lüdinghausen, Selm, Werne, Uentrop, Haaren, Herringen – erst später durch Änderung des Lippe-Flussbettes südlich gelegen) und südlich der Lippe (Altena) in ihre Gewalt zu bringen. Um ihre Herrschaft bis weit in das Münsterland auszudehnen, mussten sie jederzeit die Lippe überqueren können. Zu diesem Zweck errichteten sie auf dem Nordufer der Lippe Burgen als Brückenköpfe. Bisher hatten die Grafen von Altena auf der Seite der Erzbischöfe von Köln gestanden, nahmen aber einen Frontwechsel vor, als der Erzbischof versuchte, einen nordwestdeutschen Teilstaat, der auch das südliche Westfalen einbezogen hätte, zu errichten.
Erzbischof Engelbert lag zudem mit den Limburgern im Zwist, in deren Haus Friedrich 1214 eingeheiratet hatte, ein Streit, der seinen Ursprung vermutlich ebenfalls in der unterschiedlichen Platzierung der streitenden Parteien im Deutschen Thronstreit findet – die dort begründeten Feindschaften überdauerten die entscheidende Schlacht. Engelbert konnte in mehreren Fehden mit Limburg und Kleve verhindern, dass das Familienerbe der Grafen von Berg, die keine männlichen Nachfahren hatten, an seine Nichte Irmgard von Berg fiel, die 1217 Heinrich von Limburg geehelicht hatte. Als Graf Adolf III. von Berg 1218 starb, erklärte sich Engelbert kurzerhand selbst zum Grafen von Berg und zog auf die Burg Berg (heute Schloss Burg). Die Gegnerschaft zwischen Friedrich und Engelbert wurde hierdurch weiter angefacht; schließlich war Heinrich von Limburg der Bruder von Friedrichs Frau Sophia.
1216 wurde auf Befehl des Papstes für die Besetzung der Stelle des Erzbischofs von Köln Neuwahlen angeordnet. Gegen den Willen der Limburger wurde Engelbert von Berg zum Erzbischof gewählt. Er zerstörte eine Burg der Limburger, die ohne notwendige Zustimmung der Erzbischöfe von Köln errichtet wurde.
1217 belehnte der Erzbischof Engelbert I. von Köln seinen Neffen 2. Grades Graf Friedrich mit der Burg Isenberg. Friedrich zog daraufhin von Nienbrügge fort auf die Burg Isenberg bei Hattingen und nannte sich Graf von Isenberg.
Auch in sonstiger Hinsicht zog Engelbert die Zügel straffer an als seine Vorgänger. In den Jahren seiner Herrschaft wurde ihm von der Äbtissin des Reichsstifts Essen gemeldet, Graf Friedrich von Altena, der die Vogtei über das Stift innehatte, habe stiftseigene Personen, die die Güter bewirtschafteten, erpresst. Der Erzbischof antwortete zunächst aus Rücksichtnahme auf die Familie nicht auf diese Eingabe. Daher wandte sich die Äbtissin in dieser Angelegenheit erst an den Kaiser und dann an den Papst. Da dem Papst noch weitere Klagen anderer Stifte und Klöster über ihre Vögte zugegangen waren, ordnete er am 1. März 1221 an, dass Engelbert dafür zu sorgen habe, dass sich die Kirchenvögte der Kölner Kirchenprovinz mit den ihnen seit Alters zukommenden Einkünften zufriedengeben. Vom gleichen Tag datiert ein weiteres Schreiben, in dem der Papst Engelbert und seinen Suffraganen gestattete, Kirchenvogteien, die von den Vögten zum Schaden der Kirchen an andere verpfändet werden, selbst in Pfandschaft zu nehmen.
Am 15. März befahl der Papst, dass Engelbert und seine Suffragane zu verbieten hätten, dass Kirchen freiwerdende Vogteien wieder vergeben oder mehrere Vögte nehmen, um die Bedrückungen durch die Vögte zu vermeiden. Von nun an war Engelbert also mit der Angelegenheit befasst. Dabei bemerkte er, dass selbst der Fürstbischof von Paderborn sich an den Ausbeutungen seiner Untergebenen beteiligte. Da dieser ihm für einen offenen Konflikt zu stark erschien, wiegelte Engelbert die Bürger des Bistums gegen den in Paderborn ansässigen Fürstbischof auf und verlangte von ihnen, seinem Gegenspieler den Gehorsam zu verweigern. Da die Aufforderung wenig Erfolg hatte, ließ der Erzbischof auf kölnischem Gebiete, darunter auch auf den Grundstücken der Lehnsgüter längs des Hellweges bis Paderborn, Sturmburgen errichten, um so die Waren, die für Paderborn bestimmt waren, nicht mehr in das Gebiet des Fürstbischofs zu lassen.
Der Fürstbischof von Paderborn hielt dem Druck nicht lange stand. 1223 gab er die Erpressungen gegen seine Untertanen auf. Dies galt allerdings nicht für die kleineren Edelherren, die die Erpressungen fortführten. Der Versuch einer friedlichen Einigung scheiterte. Friedrich lehnte sogar eine Ausgleichszahlung aus Engelberts Privatvermögen ab. Der Papst aber verlangte eine Klärung der Angelegenheit.

### Landtag in Soest
Zur Klärung rief Engelbert einen Landtag im November 1225 nach Soest ein. Alle Edlen des Landes Westfalen und Engern folgten dieser Einladung. Die Stimmung war aufgeheizt, da Engelbert durch seine Praxis der Landnahme und der Machtbeschränkung anderer beinahe den ganzen Adel gegen sich hatte. Bei der gemeinsamen Besprechung auf diesem Landtag drohte der Erzbischof mit dem Wormser Konkordat von 1122 und 1213, das beinhaltete, dass die weltlichen Grafen und Edlen durch kirchliche Ministeriale entmachtet werden könnten. Diese Warnung erzeugte großen Unmut bei verschiedenen Grafen und Edlen. Friedrich versuchte mit seinem Onkel Engelbert von Berg vergeblich eine friedliche Einigung bezüglich der Vogtei über die Reichsabtei Essen zu erzielen, die Friedrich nach damaligen Klagen eigennützig und zu deren Schaden missbrauchte. Die Zusammenkunft in Soest musste schließlich ergebnislos abgebrochen werden.
Graf Friedrich von Isenberg, der wie die anderen Adeligen um seine Unabhängigkeit fürchtete, kam in der Folge zu einem konspirativen Treffen mit anderen Adeligen zusammen, auf die Engelbert in der bezeichneten Angelegenheit Druck ausübte. Die Adeligen mussten befürchten, die Einnahmen, die sie durch gelegentliche Erpressungen hatten, zu verlieren. Für den Fall, dass sie die Ausbeutung ihrer Untergebenen nicht unterließen, drohte der Erzbischof ihnen an, ihre ererbten Vogteirechte einzuziehen. Ein Großteil von Friedrichs Besitz beruhte auf derartigen Rechten. Eingetragen in den beiden Isenberger Vogteirollen finden sich dort 36 Oberhöfe mit 1.440 Bauerngütern in 905 Orten, die zu seiner ererbten Vogteiherrschaft gehörten. Sein sonstiger Privatbesitz umfasste nur 19 Oberhöfe. Friedrich wäre in diesem Fall also auf einen Schlag verarmt, bei den anderen Betroffenen dürfte es ähnlich ausgesehen haben. In der Folge stellte sich Friedrich an die Spitze des Widerstandes gegen den Erzbischof von Köln.

### Überfall auf Erzbischof Engelbert
Nachdem in Soest die Verhandlungen mit dem Erzbischof ergebnislos abgebrochen worden waren, fasste Friedrich im November 1225 den Entschluss, seinen Gegner auf der Heimreise nach Köln gefangen zu nehmen und ihm so seinen Willen aufzuzwingen. Dazu soll er von dem Herzog von Limburg, dem Grafen von Arnsberg sowie dem Grafen von Tecklenburg angestiftet worden sein. Es spricht einiges dafür, dass Friedrich Engelbert als Geisel nehmen wollte. Ein solches Vorgehen gehörte damals zu den üblichen Mitteln, um einen Gegner zum Einlenken zu zwingen. Ein toter Erzbischof würde ihm und seinen Verbündeten nur noch mehr Ärger bringen; das muss auch Friedrich gewusst haben.
Dagegen steht die einzige zeitgenössische Darstellung des Tathergangs von Caesarius von Heisterbach sowie von dem Notarius Friedrich von Isenbergs.
Die Verschwörer wussten, dass der Erzbischof am 9. November 1225 die Kirche zu Schwelm einweihen wollte. Mannen von Friedrich von Isenberg trafen sich am 7. November im Gevelsberger Wald und suchten einen Hohlweg als geeignete Überfallstelle aus. Als der Bischof mit seinem Gefolge am Spätnachmittag des 7. November diese Stelle passierte, wagten sie den Überfall. Im Zuge des entstehenden Gerangels traf der Edelmann Gerwin von Rinkerode (nach anderen Quellen Giselher und Herenbert bzw. Ricbert von und zu Schwerte) auf den Erzbischof und tötete ihn. Friedrich von Altena trat daraufhin die Flucht an und versuchte unterzutauchen, wurde jedoch später aufgegriffen.

### Folgen
Die Nachricht über den Mord an Erzbischof Engelbert von Berg verbreitete sich wie ein Lauffeuer. Ein Aufstand der Städte und Kirchspiele, die vom Erzbischof in kürzester Zeit längs des Hellwegs erbaut worden waren, gegen das Erzbistum war nur noch eine Frage der Zeit. Denn die Bürger der Städte und der Kirchspiele waren mit dem harten Regiment des Erzbischofs nicht zufrieden. Es zog sich ein Aufstand durch das ganze Land. Die Aufständischen begrüßten zwar den Mord an Engelbert, waren aber zugleich keine Kaisertreuen, sondern standen auf der Seite des Papstes. Verschiedene Geschichtsschreiber haben gemutmaßt, Papst Honorius III. sei mit dem Mord an Erzbischof Engelbert zufrieden gewesen, da selbiger kein Papsttreuer war und als Reichsverweser auf Seiten des Kaisers stand. Allerdings spricht einiges gegen diese Vermutungen. Die Nähe Engelberts zu Friedrich II. ist in der Geschichtsschreibung der Romantik verklärt und überbewertet worden. Zum Zeitpunkt seiner Ermordung befanden sich Papst und Kaiser zumindest formal auch nicht im Konflikt, sondern bereiteten gemeinsam den Kreuzzug Friedrichs II. vor. Die Gegensätze brachen erst wieder nach dem Tod des Papstes unter seinem 1227 gewählten Nachfolger Gregor IX. in vorher ungekannter Schärfe aus. Als päpstlicher Legat hielt sich bis 1226 Konrad von Urach in Deutschland auf, der mit Engelbert eng kooperierte und nach seiner Ermordung den Kirchenbann über Friedrich verhängte, zu dessen Verfolgung aufrief, die Beisetzung Engelberts in Köln leitete und ihn als Märtyrer bezeichnete.
Engelberts Nachfolger Heinrich von Molenark beantragte auf dem Hoftag zu Nürnberg am 1. Dezember 1225, die Acht über Friedrich II. von Altena auszusprechen. Dem Antrag wurde stattgegeben. Es wurde beschlossen, dass die Burg Isenberg bei Hattingen an der Ruhr und die Burg Nienbrügge nördlich der Lippe sowie die Unterkünfte der Reisigen südlich der Lippe dem Erdboden gleichzumachen seien. Die Alloden sollten eingezogen werden. Friedrich wurde zum Tode verurteilt.
Friedrichs Burgen in Hattingen und Nienbrügge wurden noch im Winter 1225/26 unter dem neuen Erzbischof von Köln, Heinrich von Molenark, durch Graf Adolf I. von der Mark, einen Neffen Arnolds, der sich auf die Seite des Kölner Erzstifts gestellt hatte, belagert und zerstört. Bedingt durch die Zerstörung Nienbrügges wurde schließlich die Stadt Hamm gegründet.
Friedrich reiste im Jahre 1226 mit seinen Brüdern Dietrich (Bischof in Münster) und Engelbert (Bischofselekt in Osnabrück), sowie dem isenbergischen „Notarius“ nach Rom zur Kurie. Dietrich und Engelbert wollten ihre Suspension rückgängig machen und wieder in ihre Ämter gesetzt werden, was aber nicht geschah. Allerdings konnte Friedrich den Papst offenbar doch von seiner unmittelbaren Unschuld an dem Verbrechen überzeugen, da der von Konrad verhängte Kirchenbann in Rom aufgehoben wurde. An Friedrichs Vogelfreiheit und Verfolgung im Reich änderte dies jedoch nichts mehr.
Auf dem Rückweg bezog er in Lüttich Quartier. Dort wurde er von einem Edlen namens Balduin von Gennep erkannt. Dieser lud Friedrich zu einem Essen ein und nahm ihn gefangen. Er verkaufte ihn für 2.100 Mark Silber an den Grafen von Geldern. Friedrich wurde nach Köln gebracht. Der Erzbischof hatte eine Belohnung für die Ergreifung ausgesetzt.
Am 14. November wurde Friedrich am Severinstor zu Köln auf dem Rad hingerichtet. Ihm wurden Arme und Beine zerschlagen, danach wurde er auf das Rad geflochten und auf einer Steinsäule zur Schau gestellt. Er starb am folgenden Tag und wurde den Vögeln zum Fraß überlassen. In das Reich der Legende gehört die Überlieferung aus dem 16. Jahrhundert, seine Gebeine seien in einer Kapelle bei Essen-Bredeney bestattet worden.
Mit dem Tode Friedrichs erlosch auch die Grafschaft Hövel, deren letzter Erbe Friedrich war.
Sein Sohn Graf Dietrich von Isenberg und seine Verwandten erstritten in den Isenberger Wirren einen Teil des väterlichen Besitzes. Dietrich begründete das Grafenhaus Limburg sowie die Grafschaft Limburg bei Hohenlimburg.

### Totschlag oder Mord?
Friedrich von Isenberg war nach neueren Forschungserkenntnissen eine der führenden Personen einer Opposition von westfälischen und rheinischen Adeligen gegen den Kölner Erzbischof Engelbert von Berg, besonders gegen seine Politik der Abwehr von Erpressungen von kirchlichen Institutionen durch diese Adligen in ihrer Funktion als deren Vögte gerichtet war.
In der geschichtswissenschaftlichen Forschung und der seriösen Heimatforschung herrscht Uneinigkeit darüber, ob es sich um Mord oder um einen Totschlag (im Sinne der damaligen rechtlichen Definition des Totschlags als nicht vorsätzlicher Tötung) handelte. Erzbischof Engelbert von Köln sollte, so die Befürworter der Totschlagstheorie, in Haft genommen werden, um die politischen Forderungen der Adelsopposition durchzusetzen. Dies entspräche den Gepflogenheiten einer mittelalterlichen Fehdepolitik.
Für eine Fehde fehlt hier jedoch die vorherige Mitteilung einer Fehde (Fehdebrief). Auch nach damaligem Recht lag hier – unabhängig von der Frage nach Mord oder nur Totschlag (auf beides stand damals die Todesstrafe) – ein Landfriedensbruch vor, für den Graf Friedrich von Isenberg ebenfalls mit dem Tode bestraft werden konnte.

## Ehe und Nachkommen
Friedrich war um 1214 verheiratet mit Sophie von Limburg († 1226), einer Tochter von Herzog Walram IV. von Limburg. Sie war die Schwester des Heinrich von Limburg, der Schwiegersohn des Grafen Adolf III. von Berg war, und Enkelin Heinrichs III. von Limburg.
Ihre Kinder waren:
- Dietrich (* um 1212/1215; † 1301), verheiratet mit Adelheid von Sayn († um 1297)
- Friedrich (* um 1213; † um 1243)
- Sophie (* um 1215; † 1291/1292) verheiratet mit Heinrich III. von Volmestein († um 1250)
- Elisabeth (* um 1217; † um 1275) heiratete um 1234 Graf Dietrich II. von Moers
- Agnes (* um 1219; † 1282) verheiratet mit Burkhard III. von Broich
- Eine nicht namentlich bekannte Tochter wird als zweite Ehefrau des Grafen Johann I. von Sponheim und Sayn vermutet.[21]